# Alaksandr Siadniou
Alaksandr Siarhiejawicz Siadniou, biał. Аляксандр Сяргеявіч Сяднёў (ur. 16 sierpnia 1973 w Mohylewie) – białoruski piłkarz grający na pozycji obrońcy; reprezentant Białorusi, trener piłkarski.

## Kariera piłkarska

### Kariera klubowa
Jest wychowankiem SDJuSzOR-7 w Mohylewie. W 1991 rozpoczął karierę piłkarską w Dniaprze Mohylew. W następnym roku przeniósł się do lokalnego rywala Tarpeda Mohylew. Latem 1995 po raz pierwszy wyjechał do Rosji, gdzie przez pół roku bronił barw Czernomorca Noworosyjsk. Potem występował w białoruskich klubach MPKC Mozyrz i Transmasz Mohylew. Na początku 1998 ponownie wyjechał do Rosji, gdzie zasilił skład Bałtiki Kaliningrad. W 1998 powrócił do ojczyzny, gdzie potem występował w klubach Tarpeda-MAZ Mińsk, Biełszyna Bobrujsk i BATE Borysów.
W 2005 zakończył karierę piłkarską w Naftanie Nowopołock.

### Kariera reprezentacyjna
W 2001 w składzie reprezentacji Białorusi rozegrał 2 mecze.

### Kariera trenerska
Po zakończeniu kariery piłkarskiej rozpoczął pracę szkoleniową. W latach 2006–2008 trenował Sawit Mohylew, który doprowadził z drugiej do najwyższej ligi. Od stycznia 2009 do listopada 2011 prowadził Biełszynę Bobrujsk. Pod koniec sezonu, otrzymał propozycję od Dynama Mińsk. W dniu 1 grudnia, dołączył do klubu oficjalnie. W lipcu 2012, po grze w domu przeciwko Niemna został zwolniony z zajmowanego stanowiska. 23 lipca 2012 powrócił do kierowania Biełszyną Bobrujsk. Po odejściu pod koniec 2015, wprowadził Dniapro Mohylew do Wyszejszaja lihi, a w 2019 spadł z kazachskim FK Aktöbe z Priemjer Ligasy.
Od grudnia 2019 do grudnia 2020 stał na czele ukraińskiego Ruchu Lwów. W styczniu 2021 został trenerem kazachskiego klubu Ordabasy Szymkent. 12 listopada 2022 klub, pod jego wodzą, wywalczył Puchar Kazachstanu, zyskując prawo gry w drugiej rundzie eliminacji Ligi Konferencji Europy UEFA (w niej 3 sierpnia 2023 odpadł z Legią Warszawa, przegrywając 4:5 w dwumeczu).

## Sukcesy i odznaczenia

### Sukcesy klubowe
- mistrz Białorusi (4x): 1996, 2001
- wicemistrz Białorusi: 2003
- zdobywca Pucharu Białorusi: 1996, 2001

### Sukcesy trenerskie
- mistrz Białoruskiej Pierwszej Ligi: 2007